# Bulbophyllum angulatum
Bulbophyllum angulatum är en orkidéart som beskrevs av Johannes Jacobus Smith. Bulbophyllum angulatum ingår i släktet Bulbophyllum och familjen orkidéer. Inga underarter finns listade i Catalogue of Life.